# Rampach
Rampach är en kulle i Tjeckien.   Den ligger i regionen Olomouc, i den östra delen av landet, 190 km öster om huvudstaden Prag. Toppen på Rampach är 418 meter över havet.
Terrängen runt Rampach är platt åt sydost, men åt nordväst är den kuperad.Runt Rampach är det ganska tätbefolkat, med 75 invånare per kvadratkilometer. Närmaste större samhälle är Olomouc, 18,1 km öster om Rampach. Trakten runt Rampach består till största delen av jordbruksmark.